# Badminton 1914
Höhepunkte des Badmintonjahres 1914 waren die All England, die Irish Open und die Scottish Open.
==Internationale Veranstaltungen ==
| Veranstaltung | Herreneinzel       | Dameneinzel            | Herrendoppel                        | Damendoppel                                 | Mixed                                     |
| ------------- | ------------------ | ---------------------- | ----------------------------------- | ------------------------------------------- | ----------------------------------------- |
| All England   | Guy Sautter        | Lavinia Clara Radeglia | Frank Chesterton George Alan Thomas | Margaret L. Rivers Tragett Eveline Peterson | George Alan Thomas Hazel Hogarth          |
| Irish Open    | George Alan Thomas | -                      | Robert Plews George Alan Thomas     | Lavinia Clara Radeglia C. Pearson           | George Alan Thomas Hazel Hogarth          |
| Scottish Open | George Alan Thomas | Lavinia Clara Radeglia | George Alan Thomas Frank Chesterton | Lavinia Clara Radeglia K. M. Cochrane       | George Alan Thomas Lavinia Clara Radeglia |

## Terminkalender
| Veranstaltung                        | Ort     | Datum                   | Bemerkung |
| ------------------------------------ | ------- | ----------------------- | --------- |
| Scottish Open & Closed Championships | Glasgow | Januar 1914             |           |
| All England                          | London  | 3. bis zum 8. März 1914 |           |
| Hampshire Championships              |         | 1914                    |           |
| Irische Meisterschaft                |         | 1914                    |           |
| Irish Open                           |         | 1914                    |           |
| London Championships                 |         | 1914                    |           |
| Middlesex Championships              |         | 1914                    |           |
| Northern Championships               |         | 1914                    |           |
| South of England Championships       |         | 1914                    |           |